# Bruno Pontecorvo

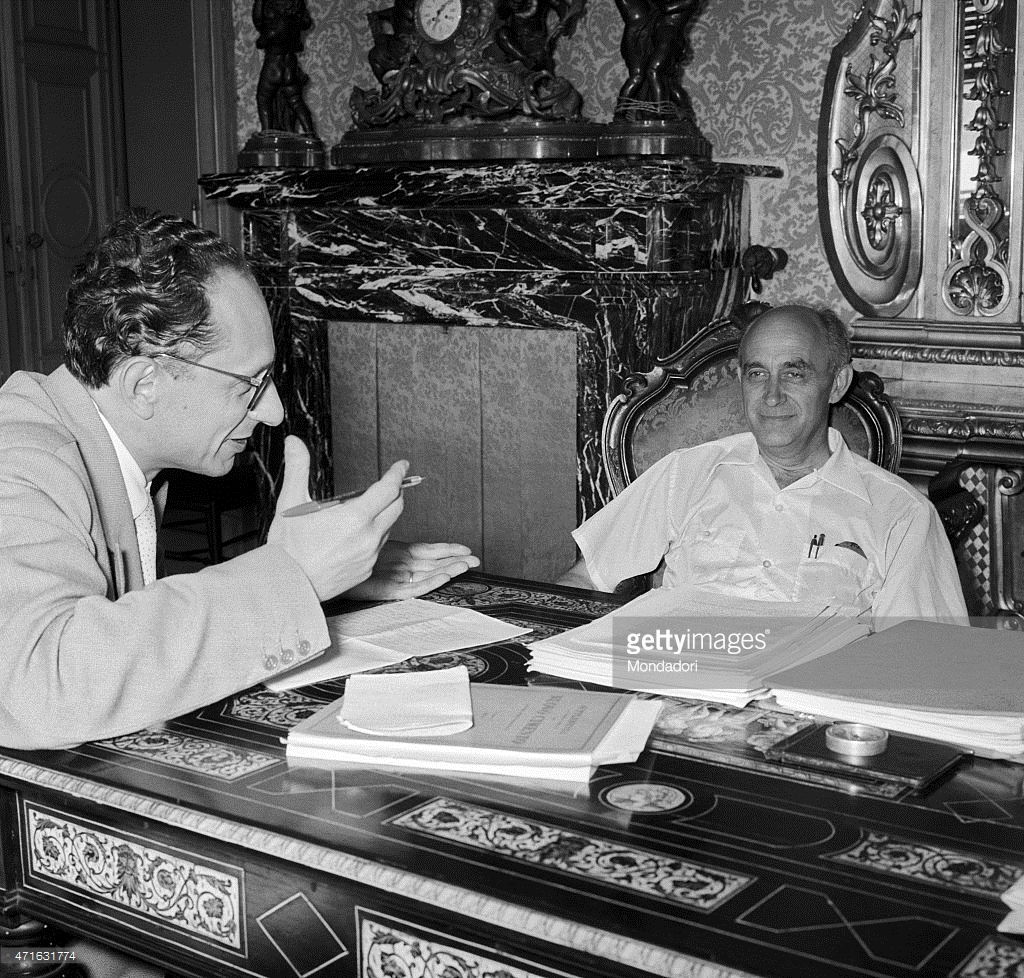
Pontecorvo și Fermi
(circa 1950)

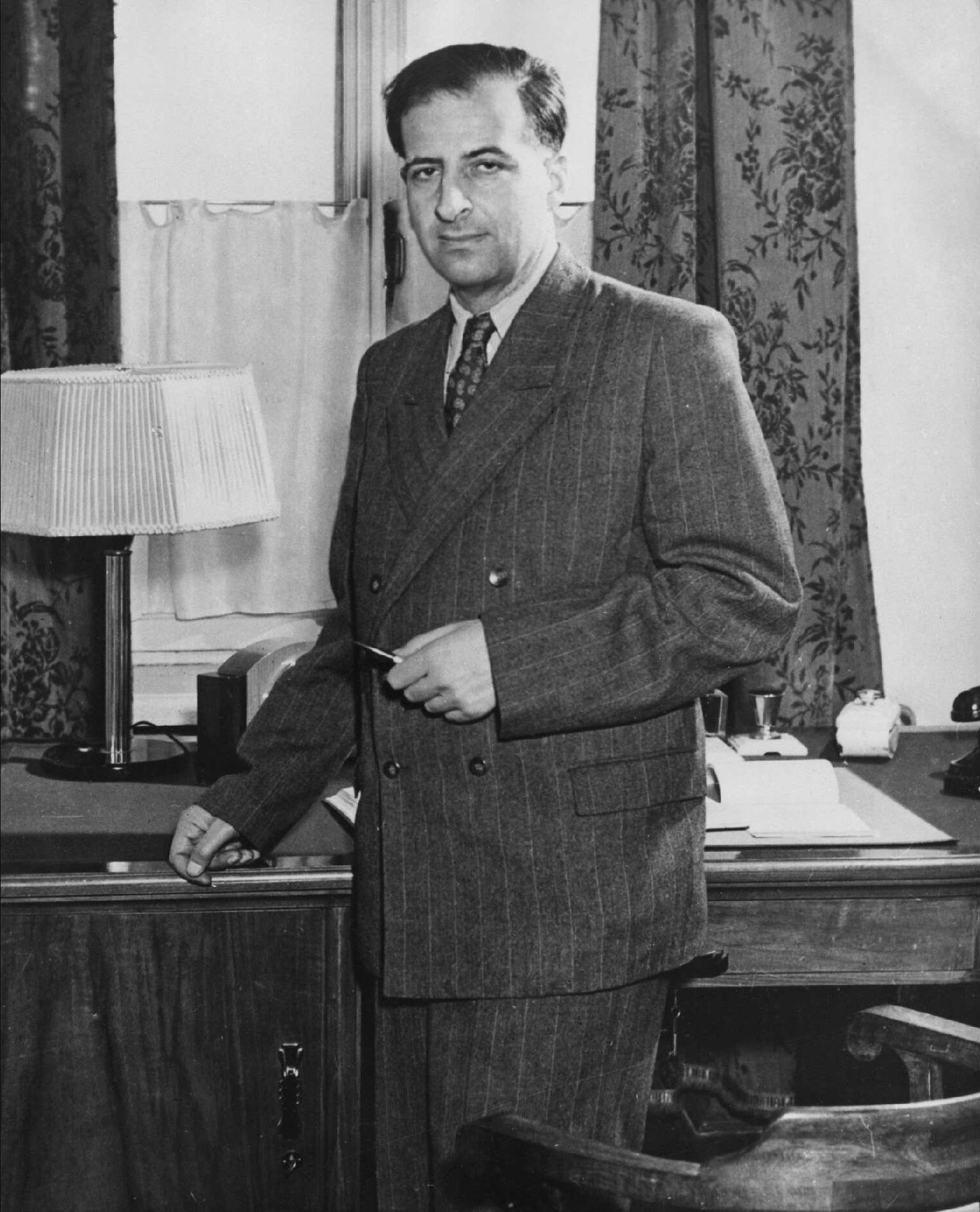
Bruno Pontecorvo
(Dubna, 1955)

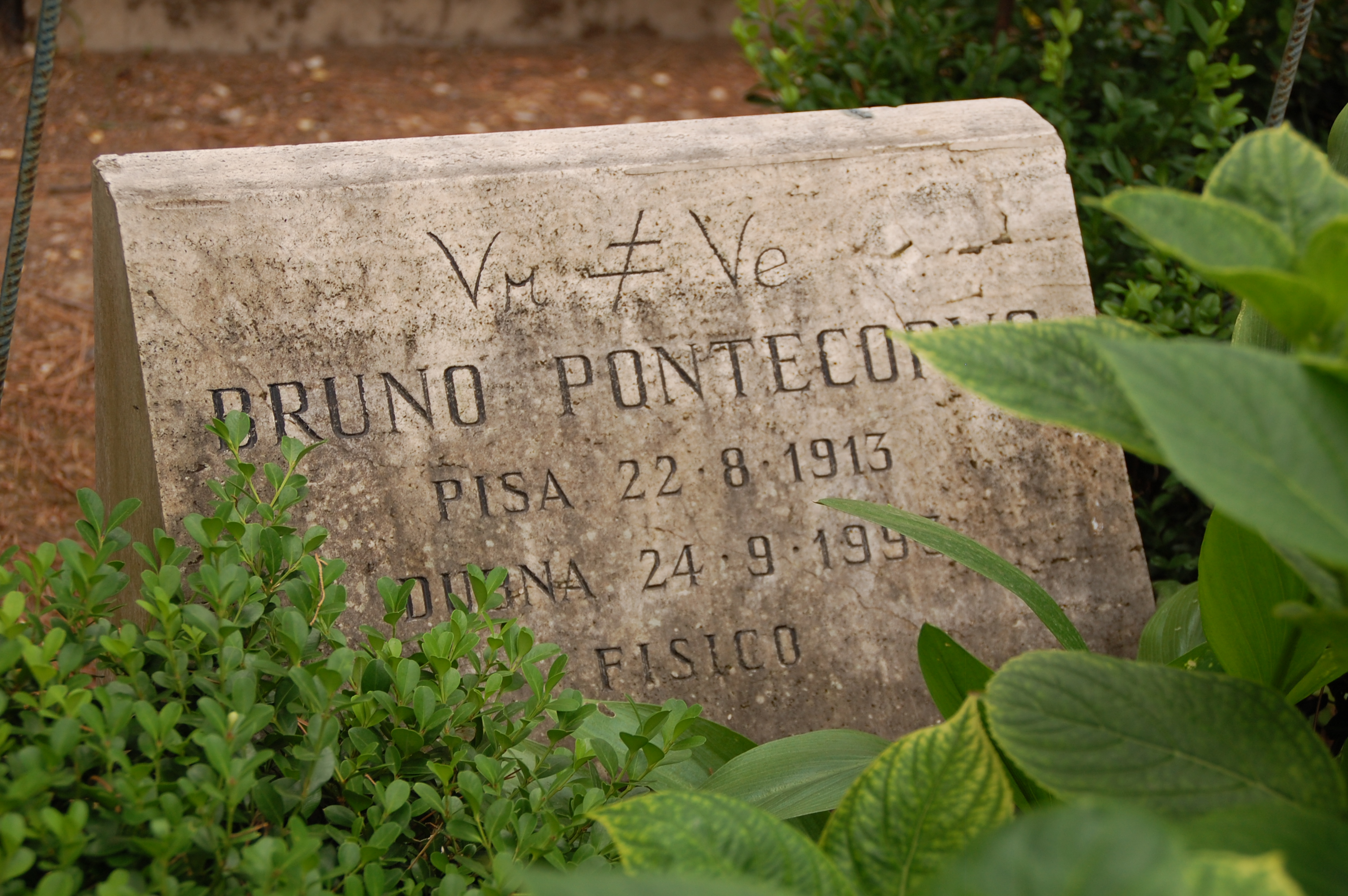
Piatra funerară a lui Bruno Pontecorvo în Cimitirul Acatolic din Roma:

Bruno Pontecorvo (n. 22 august 1913, Pisa, Toscana, Italia – d. 24 septembrie 1993, Dubna, Moscova, Rusia), a fost un fizician nuclearist italian naturalizat sovietic.
Convingerile sale comuniste l-au determinat pe Pontecorvo în 1950 să se transfere în secret, împreună cu familia, în URSS, ceea ce a făcut ca presa vremii să îl prezinte ca spion sovietic. A reapărut în public în 1955, la Moscova și Dubna, unde a lucrat până la sfârșitul vieții în cadrul Institutului Unificat de Cercetări Nucleare; era numit Bruno Maximovici Pontecorvo (Бру́но Макси́мович Понтеко́рво). A devenit membru al Academiei de Științe a URSS, i-a fost acordat Premiul de stat al URSS și a fost distins de două ori cu Ordinul Lenin.
Pontecorvo a adus contribuții fundamentale la fizica neutrinilor. Cu o intuiție deosebită, a anticipat universalitatea interacției slabe; a prezis existența tranzițiilor numite oscilațiile neutrinilor; a relevat importanța informației conținute în fluxul de neutrini solari. Rezultatele unor experimente propuse de el au clarificat aspecte esențiale ale interacției slabe, cum este existența unui neutrin miuonic, diferit de neutrinul produs în dezintegrarea beta.

## Biografie
Bruno Pontecorvo s-a născut la 22 august 1913, într-o familie înstărită de etnie evreiască: tatăl era un industriaș local, proprietar al unei fabrici de textile din Pisa, mama era fiica unui medic. Din cei opt copii (cinci băieți și trei fete), trei aveau să devină cunoscuți: Guido (genetician), Bruno (fizician) și Gillo (regizor). A absolvit liceul la vârsta de 16 ani și a început să studieze inginerie la Universitatea din Pisa.
După doi ani a decis că nu îl interesează desenul tehnic, și în 1931 a fost primit în anul III la Facultatea de Matematică și Fizică a Universității din Roma, după ce trecuse un examen cu Enrico Fermi și Franco Rasetti. La 10 noiembrie 1933 a obținut diploma de licență (laurea) cu nota 110/110 și calificativul summa cum laude. S-a alăturat grupului „ragazzi di Via Panisperna”, condus de Fermi, care studia interacțiile neutronilor lenți. Rezultatele lor au fost publicate în 1934 și au făcut obiectul unui patent pentru „producerea de radioactivitate artificială prin bombardamentul cu neutroni”. Pontecorvo a continuat cercetările asupra difuziei neutronilor lenți împreună cu Gian Carlo Wick. În 1936 a fost clasificat primul în două concursuri ale Ministerului Educației Naționale italian, pentru burse de studiu în Italia și în străinătate.
Finanțându-se din bursă, Pontecorvo a lucrat, începând din 1936, la Paris, în laboratorul lui Frédéric Joliot-Curie. Studiile sale asupra izomerilor nucleari (stări metastabile ale nucleelor atomice, cauzate de excitarea unor nucleoni) i-au adus un premiu Curie-Carnegie, care i-a permis să își continue cercetările. S-a căsătorit cu Marianne Nordblom, suedeză care studia literatură franceză. În 1939 a reușit să producă izomeri β stabili, fenomen pe care Joliot-Curie l-a numit „fosforescență nucleară”. Prin Joliot-Curie și Marianne se apropiase de ideologia comunistă; după semnarea pactului Ribbentrop-Molotov s-a înscris în Partidul Comunist Italian.
Pontecorvo, împreună cu familia, a părăsit Parisul la 13 iunie 1940, cu o zi înainte de ocuparea acestuia de către armata germană. S-a îmbarcat în Portugalia pentru Statele Unite și a ajuns la New York la 20 august 1940. Vreme de doi ani, a lucrat pentru firma Well Survey Inc. din Tulsa, Oklahoma, unde a elaborat o metodă nouă de prospecțiune (neutron logging), în special pentru petrol și apă, bazată pe experiența sa romană în legătură cu absorbția neutronilor lenți în substanțe care conțin atomi de hidrogen.
În anii 1943–1948 Pontecorvo a lucrat în Canada (întâi la Montréal, apoi la Chalk River) în calitate de consultant științific la proiectul și apoi construcția unui reactor nuclear de cercetare, în cadrul unei colaborări anglo-canadiene. Construcția a început în 1945, iar reactorul NRX (bazat pe uraniu natural și apă grea) a început operațiile la 22 iulie 1947; era primul reactor nuclear construit în afara SUA. Experimentele asupra proprietăților miuonului, efectuate de Pontecorvo în Canada împreună cu E.P. Hincks, au avut caracter de pionierat: ele au sugerat ideea unei interacții slabe, cu caracter universal, care a devenit o componentă a modelului standard al particulelor elementare. Un detector de neutrini și un tip nou de contor proporțional, elaborate tot în acei ani, au avut un rol important în dezvoltarea ulterioară a fizicii neutrinilor.
La începutul anului 1949 Pontecorvo s-a transferat în Anglia, unde a colaborat la construcția unui reactor nuclear la Harwell. În septembrie 1950, aflat în vacanță în Italia împreună cu familia, a luat inopinat avionul pentru Stockholm și mai departe pentru Helsinki, de unde a dispărut. Faptul că avusese acces la material (clasificat pe vremea aceea) privitor la reactorii nucleari a făcut ca dispariția sa, anunțată public la 21 octombrie 1950, să fie considerată drept fuga în URSS a unui spion sovietic.
Bruno Pontecorvo a reapărut în public în 1955, cu ocazia unei conferințe de presă ținută la Moscova, în care a explicat plecarea sa în URSS prin „dorința de a corecta echilibrul dintre Est și Vest” și a declarat că totdeauna se ocupase numai de aplicațiile pașnice ale energiei atomice. Din 1950 până la sfârșitul vieții, și-a continuat activitatea științifică în cadrul Laboratorului de Probleme Nucleare al Institutului Unificat de Cercetări de la Dubna. A adus contribuții fundamentale la fizica particulelor elementare, anticipând, cu o intuiție deosebită, aspecte ale fizicii neutrinilor care aveau să fie confirmate ulterior. A fost ales membru al Academiei de Științe a URSS și a ocupat funcții importante în instituții de cercetare și de învățământ. A fost distins cu Premiul de stat al URSS, Premiul Lenin, Ordinul Steagul Roșu al Muncii, Ordinul Lenin; a primit un număr de distincții academice în alte țări. Cu toate acestea, vreme de 28 de ani nu i s-a permis să călătorească în afara granițelor blocului sovietic. Această restricție a fost ridicată în 1978, când a participat la aniversarea de 70 de ani a lui Edoardo Amaldi, unde a fost însoțit de agenți KGB.
În ultimii ani ai vieții, Bruno Pontecorvo a suferit de boala Parkinson, ale cărei prime semne apăruseră în 1978. A decedat la Dubna la 23 septembrie 1993; conform dorinței sale, trupul său a fost incinerat iar jumătate din cenușă a fost înhumată în Cimitirul Acatolic din Roma.

## Controverse legate de plecarea în URSS
Dispariția neașteptată a lui Pontecorvo, în condiții misterioase, a stârnit senzație în presa vremii, care l-a prezentat drept un spion sovietic. Guvernul britanic, din motive politice și diplomatice, a minimalizat cazul, declarând că Pontecorvo avusese un acces limitat la cercetări cu caracter secret. Într-adevăr, el nu participase la proiecte cu aplicații militare (nu fusese invitat să se alăture Proiectului Manhattan, probabil din cauza simpatiei sale cunoscute pentru comunism); totuși, era un expert în metodele de prospecțiune pentru combustibil nuclear și în proiectarea și construcția de reactori nucleari. Opinia lui Fermi, exprimată într-o scrisoare adresată unui senator american în 1951, era: „Științific, este unul dintre oamenii cei mai inteligenți cu care am venit în contact în cariera mea științifică. Desigur, nu știu care sunt motivele care au provocat presupusa lui fugă în Rusia. Impresia mea personală despre activitățile sale de cercetare a fost că nu avea mult interes pentru problemele atomice altfel decât ca instrument de cercetare științifică [...] nu părea să aibă vreun interes special pentru armele atomice. Din aceste motive impresia mea este că dacă s-a dus în Rusia nu ar fi în stare să contribuie la activitatea lor cu lucrurile pe care le-a aflat în timpul implicării sale în proiectele canadian și englez, ci mai curând prin competența sa științifică generală.”
Motivul exact al plecării lui Pontecorvo rămâne neclar. Dacă fusese spion, era justificată teama că va fi demascat: în ianuarie 1950 fusese arestat fizicianul Klaus Fuchs, participant la Proiectul Manhattan, care apoi a fost pus sub acuzare, a recunoscut și a fost condamnat. Chiar dacă nu fusese spion, Pontecorvo ar fi putut fi șantajat de sovietici, în căutare de secrete nucleare, pe baza convingerilor sale comuniste. Dar probabil cea mai bună explicație este și cea mai simplă: era comunist și, în condițiile Războiului Rece, decisese că ar fi dus o viață mai bună în URSS. Într-o notă autobiografică făcută publică la Dubna după moartea sa, Pontecorvo scria: „Convingerile mele politice sunt de stânga. Inițial, ele erau legate de ura mea față de fascism și, cum cred acum, de simțul dreptății pe care mi-l inoculase tatăl meu. În perioada care a durat de la mijlocul anilor '30 până în anii '70 ideile mele erau determinate de o categorie ilogică, pe care astăzi aș numi-o «religie», un fel de «credință fanatică».” Într-un interviu din 1992 pentru ziarul britanic The Independent a explicat tăios această convingere: „Explicația simplă este asta: am fost un cretin.” În aceeași scurtă perioadă înainte de moarte, a refuzat o discuție cu un istoric, solicitată de guvernul rus, cu cuvintele: „Vreau să mor ca un mare om de știință, nu ca spionul vostru nenorocit.”

## Fizica neutrinilor
Bruno Pontecorvo și-a început cariera științifică în domeniul fizicii nucleare. Activitatea sa în laboratoarele din Roma, Paris, Tulsa și Chalk River, în perioada 1934–1945, s-a concretizat într-un număr de lucrări științifice, brevete de invenție (patente) și rapoarte tehnice cu privire la interacția neutronilor lenți cu nucleele atomice. Începând din 1945, când s-a încheiat faza de proiectare a reactorului NRX, și-a îndreptat atenția către fizica neutrinilor, aducând contribuții fundamentale la ceea ce avea să devină fizica interacției slabe.

### Detectoare radiochimice
Neutrinul a fost introdus de Pauli în 1930, ca particulă ipotetică de masă zero sau foarte mică, pentru a satisface conservarea energiei în dezintegrarea beta. În teoria formulată de Fermi în 1934, procesul elementar este neutron → proton + electron + neutrin, iar dezintegrarea beta a unui nucleu cu număr de masă A și număr atomic Z decurge în forma
{\displaystyle \left(A,Z\right)\rightarrow \left(A,Z\!+\!1\right)+e^{-}+\,\nu \,.}
Secțiunea eficace calculată pe baza acestei teorii pentru interacțiile neutrinilor cu nucleele este atât de mică, încât neutrinul a fost considerat o vreme „particulă nedetectabilă”. În 1946, Pontecorvo a argumentat că neutrinii pot fi detectați prin observarea dezintegrării nucleelor rezultate din „procese beta inverse” de tipul
{\displaystyle \nu +\left(A,Z\right)\rightarrow e^{-}+\left(A,Z\!+\!1\right)\,,}
dacă nucleul rezultat este radioactiv cu perioadă cunoscută, iar proprietățile chimice ale elementelor produse permit separarea și concentrarea lor dintr-un volum mare de reacție. El a propus utilizarea tetracloretilenei C2Cl4 în reacția
{\displaystyle \nu +\,^{37}\!Cl\rightarrow e^{-}+\,^{37}\!Ar}
și a indicat ca surse intense de neutrini Soarele, reactorii nucleari și materialele radioactive produse în reactorii nucleari. Metoda radiochimică clor-argon a fost utilizată de Raymond Davis, Jr. (Premiul Nobel pentru Fizică 2002) pentru detectarea neutrinilor solari în experimentul Homestake (1970–1994).

### Universalitatea interacției slabe
În 1946, examinând proprietățile miuonilor produși de radiația cosmică în atmosfera Pământului, Pontecorvo a sugerat că aceștia ar fi particule de spin ½, iar în procesul de captură a unui miuon de către un nucleu atomic este emis un neutrin:
{\displaystyle \mu ^{-}+\left(A,Z\right)\rightarrow \nu +\left(A,Z-1\right)\,.}
Constatând că parametrii acestui proces sunt de același ordin de mărime cu cei din procesul beta
{\displaystyle e^{-}+\left(A,Z\right)\rightarrow \nu +\left(A,Z-1\right)\,,}
el îi scria lui Wick: „de aici se deduce o similaritate între procesele beta și procesele de absorbție și emisie de mezoni, care, presupunând că nu e vorba de o coincidență, pare să aibă caracter fundamental.” Pontecorvo a fost primul care a remarcat această proprietate fundamentală a perechilor electron-neutrino și miuon-neutrino. Ulterior, ipoteza a fost reluată de Puppi (1948), Klein (1948) și Yang și Tiomno (1950), sub numele de universalitatea interacției nucleare slabe.

### Contoare proporționale
În colaborare cu Hanna și Kirkwood, Pontecorvo a elaborat în 1949 un contor proporțional cu amplificare puternică, bazat pe o tehnică nouă. Contoare de acest tip au avut un rol determinant în detectarea neutrinilor solari în deceniile următoare, în experimentele Homestake, GALLEX și SAGE.

### Dezintegrarea miuonului
Către sfârșitul deceniului 1940, se știa că miuonul are o viață medie de 2,2 μs dar mecanismul dezintegrării sale era necunoscut, cu excepția faptului că era emisă o particulă încărcată electric. În anii 1948–1949, B. Pontecorvo și E.P. Hincks au efectuat o serie de experimente cu caracter de pionierat, în care au stabilit că: (1) particula încărcată emisă în dezintegrarea miuonului este un electron, (2) miuonul nu se dezintegrează într-un electron și un foton, și (3) miuonul se dezintegrează în trei particule. În concluzia autorilor, rezultatele veneau în sprijinul ipotezei că miuonul se dezintegrează într-un electron și doi neutrini și indicau valoarea ½ pentru spinul miuonului.

### Proiecte nerealizate
La Dubna, în anii 1950, Pontecorvo a făcut două propuneri de experimente care urmau să pună în evidență proprietăți ale neutrinilor încă netestate. Aceste experimente nu au primit acordul autorităților sovietice.
- Propunerea de a detecta neutrinii produși în reactorii nucleari nu a putut fi realizată, fiindcă Pontecorvo nu avea acces la reactori, unde se făceau cercetări cu caracter secret. Experimentul a fost efectuat în SUA, pe reactorii din Hanford (1953) și Savannah River (1956), de Clyde Cowan și Frederick Reines (Premiul Nobel pentru Fizică 1995).

- Propunerea de a demonstra că neutrinul electronic {\displaystyle \nu _{e}} și neutrinul miuonic {\displaystyle \nu _{\mu }} sunt două particule diferite nu a fost acceptată, fiindcă în URSS nu exista un accelerator de particule potrivit, așa că experimentul ar fi trebuit să aibă loc în cadrul unei colaborări internaționale, la CERN sau în SUA. Această eventualitate era politic inacceptabilă pentru regimul sovietic, cu atât mai mult cu cât lui Pontecorvo nu i se permitea să călătorească în afara lagărului socialist. Experimentul a fost efectuat în SUA, la Brookhaven National Laboratory (1962), de Leon M. Lederman, Melvin Schwartz și Jack Steinberger (Premiul Nobel pentru Fizică 1988).

### Oscilațiile neutrinilor
Urmărind o analogie cu fizica mezonilor K, Pontecorvo a ajuns în 1957 la concluzia că miuoniul (stare legată miuon-electron) ar putea fi un sistem pentru care tranzițiile particulă-antiparticulă să nu fie strict interzise. În acest context, el a enunțat pentru prima dată ideea că, dacă neutrinul are o masă nenulă și sarcina leptonică nu se conservă, tranziții neutrin-antineutrin în vid (așa-zise „oscilații”) sunt în principiu posibile. Într-un articol succesiv asupra proceselor beta inverse, scria: „Efectele transformării neutrinului în antineutrin și vice versa pot fi inobservabile în laborator dar vor apărea în mod cert, cel puțin la scară astronomică.”
Rezultatele experimentului Brookhaven (1962) au confirmat existența a două tipuri de neutrini, asociați celor doi leptoni cunoscuți: electron și miuon. (Când, în 1975, a fost descoperit un al treilea lepton, denumit tau, i-a fost atașat neutrinul respectiv, detectat și el experimental în anul 2000.) Pontecorvo a explorat consecințele acestei descoperiri și a reafirmat că: „Dacă sarcina leptonică nu e un număr cuantic conservat exact și masa neutrinului e diferită de zero, [...] oscilații devin posibile în fasciculele de neutrini.” Concluzia cu privire la neutrinii solari era totodată o predicție: „Din punct de vedere observațional obiectul ideal este Soarele [...] Singurul efect la suprafața Pământului ar fi că fluxul observabil de neutrini solari trebuie să fie de două ori mai mic decât fluxul total (activ și steril) de neutrini.” Odată cu primele rezultate din experimentul Homestake (1970), a apărut „problema neutrinilor solari”: fluxul de neutrini era de circa 2–3 ori mai mic decât fluxul prezis de modelul solar standard – așa cum anticipase Pontecorvo.
O teorie fenomenologică a maselor, amestecurilor de stări și oscilațiilor neutrinilor a fost elaborată de Pontecorvo în colaborare cu V. Gribov (1969) și S.M. Bilenki (1975–1987).